# Mohammed Abdullah Hassan
Sayyd Mohammed Abdullah Hassan (somali : Sayid Maxamed Cabdille Xasan ; arabe : سيد محمد عبد الله حسن) est un chef militaire, responsable religieux et politique somali, né le 7 avril 1856 à Buuhoodle ou vers 1864 dans le Nugaal / Nogal de la région somalie, et mort le 21 décembre 1920. Il conduit, à partir de 1899, une guerre dirigée principalement contre le Royaume-Uni qui occupe le Somaliland, mais aussi contre l'Empire éthiopien (1899-1903) limitrophe, qui occupe également des territoires peuplés de Somalis à partir de la prise de Harär par le futur Menelik II (1887).
Il est surnommé le «Mad Mullah» (Mollah fou) par les Britanniques, et ses combattants sont parfois désignés par le terme de «derviches» (daraawiish).
Sa lutte revendiquant l'unification des populations somalies lui vaut d'être considéré comme le premier nationaliste somali, ou le successeur de Ahmed Ibn Ibrahim Al-Ghazi. Il se rattache à la confrérie Salehiya, au nom de laquelle il appelle à la guerre. Elle commence avec l'occupation de Burao en août 1899. En 1905, un accord l'autorise à s'installer en territoire italien où il est semi-autonome. Les affrontements avec les Britanniques recommencent en 1909, jusqu'en 1914. En 1919, une nouvelle offensive anglaise conjuguée à une épidémie de variole entraîne la dispersion des «Derviches». Mohammed Abdullah Hassan meurt de la grippe en novembre 1920.
Une statue en bronze de Mohamed Abdullah Hassan sera érigée à Mogadiscio, en 1974, par l'état somalien, pour un coût faramineux à l'époque, alors que le pays avait de lourds problèmes économiques. Lors de la guerre civile, la statue sera progressivement détruite, à partir de 1991. En 1996, elle est enlevée de son socle, et volée par un clan, pour revendre le bronze de la statue[réf. nécessaire].

## Citations
« Je n’ai ni fort, ni maison, ni pays. Je n’ai pas de champ cultivé, ni d’argent ni d'or à prendre – tout ce que vous pouvez avoir de moi, c'est la guerre, et rien d'autre. J'ai rencontré vos hommes sur le champ de bataille et les ai tués – et nous y avons pris beaucoup de plaisir. Les nôtres qui sont tombés au combat ont gagné le Paradis. Nous combattons sur l'ordre d'Allâh. Si vous souhaitez la guerre, j'en suis heureux – si vous souhaitez la paix, j'en suis également content. Mais si vous voulez la paix, sortez de mon pays & retournez dans le vôtre. Et si vous souhaitez la guerre, restez où vous êtes».